# Пам'ятник Нахімову (Севастополь)
Пам'ятник Нахімову — пам'ятник в Севастополі присвячений російському адміралу Павлу Нахімову. Встановлений 5 листопада 1959 року в історичному центрі міста в Ленінському районі на площі Нахімова. Автори — скульптор академік М. В. Томський, архітектори А. В. Ареф'єв і М. 3. Чесаков. Загальна висота пам'ятника 12,5 метрів, фігури — 5,33 метра.

## Опис
Адмірал зображений на повний зріст, у флотській шинелі з еполетами, в кашкеті. Гордо піднята голова злегка розгорнута ліворуч. Біля коміра почесна нагорода — Георгіївський хрест, у правій руці — підзорна труба, ліва закладена за спину, ліворуч палаш на перев'язі. Погляд спрямований на місто, за яке він віддав життя.
У нижній частині постаменту виконані три бронзових горельєфи, що відображають бойові епізоди життя адмірала: «Синопська битва», «Бесіда з матросами», «Нахімов на 4-му бастіоні». Над горельєфом «Синопська битва» — бронзовий аркуш із текстом одного з наказів адмірала: «У разі зустрічі з ворогом, що перевищує нас в силах, я атакую його, будучи абсолютно впевнений, що кожен з нас зробить свою справу».
На одній зі сторін постаменту на тлі зброї та схилених бойових прапорів укріплена меморіальна дошка з написом: «Слава російському флоту». Над нею в лавровому вінку — дати народження та загибелі Нахімова (1802—1855).
Біля підніжжя пам'ятника встановлено чотири якорі.

## Історія
Перший пам'ятник адміралу відкрили 18 листопада 1898 року до 45-річчя Синопської битви в присутності імператора Миколи II. Авторами проекту були кавалерійський генерал і художник О. О. Більдерлінг і скульптор І. М. Шредер.

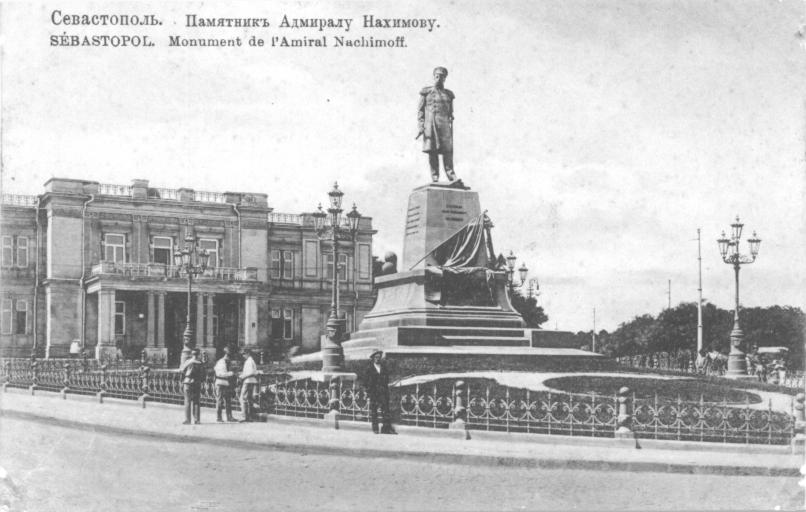
перший пам'ятник

На полірованому гранітному п'єдесталі височіла бронзова фігура адмірала. У правій руці він тримав підзорну трубу, ліва лежала на рукоятці трофейної шаблі Осман-паші, взятої в Синопскій битві. П'єдестал доповнювали якір, ядра і бронзовий барельєф із зображенням Синопськоі битви і прапора. Тут же були висічені рядки з вірша поетеси графині Є. П. Ростопчиної.
У 1928 році, виконуючи Декрет радянської влади «Про зняття пам'ятників царям і їх слугам», монумент знесли. На залишеному цоколі в 1932 році встановили пам'ятник В. І. Леніну (скульптор В. В. Козлов).
В період радянсько-німецької війни перший пам'ятник Нахімову не зберігся. У 1944 році було прийнято рішення про спорудження в Севастополі нового монумента адміралу. Спочатку передбачалося встановити його біля музею Чорноморського флоту, потім — на площі Революції (нині площа Лазарєва). Врешті решт пам'ятник повернувся на своє колишнє місце. Працювали над ним народний художник СРСР скульптор М. В. Томський, архітектори А. В. Ареф'єв і М. В. Чесаков. За створення пам'ятника М. В. Томський був удостоєний Золотої медалі Академії мистецтв СРСР.
Відкриття нового монумента відбулося 5 листопада 1959 року. Він максимально наближений до оригіналу, хоч і зазнав ряд авторських змін: погляд спрямований у бік міста, а не моря, замість шаблі Осман-паші, за порадою адмірала флоту Радянського Союзу І. С. Ісакова, з'явився морський палаш на перев'язі.